# ماريا ألبا
ماريا ألبا هي ممثلة أمريكية وإسبانية، ولدت في 19 مارس 1910 ببرشلونة في إسبانيا، وتوفيت في 26 أكتوبر 1999 بسان دييغو في الولايات المتحدة بسبب مرض آلزهايمر.

## وصلات خارجية
- ماريا ألبا على موقع IMDb (الإنجليزية)
- ماريا ألبا على موقع قاعدة بيانات الفيلم (الإنجليزية)